# Alexis Ren
Alexis René Glabach, professionellt känd som Alexis Ren, född 23 november 1996 i Santa Monica, Kalifornien, är en amerikansk social mediepersonlighet och modell.